# Paris-Roubaix 2009
Paris-Roubaix 2009 var den 107. udgave af det cykelløbsklassikeren Paris-Roubaix. Løbet fandt sted 12. april 2009 (påskedag) i fint vejr, og distancen var på 259 km. 
Indledningsvis kom en gruppe på 11 ryttere, herunder blandt andre danske Kasper Klostergaard, af sted i et udbrud, men med ca. 60 km tilbage blev de indhentet. Kort efter rev seks ryttere sig løs fra feltet: Tom Boonen, Juan Antonio Flecha, Leif Hoste, Thor Hushovd, Filippo Pozzato og Johan Van Summeren. Omkring 15 km før mål styrtede Flecha og rev Hoste med i faldet. Styrtet generede også Van Summeren og Pozzato, så Boonen og Hushovd slap af sted. Men blot få hundrede meter senere styrtede også Hushovd, og Boonen kunne køre i ensom majestæt til sejr. Pozzato var en overgang nær ved at indhente ham men måtte nøjes med andenpladsen, mens Hushovd vandt spurten om tredjepladsen foran Hoste og Van Summeren. Matti Breschel blev bedst placerede dansker på tiendepladsen.

## Resultat
|    | Rytter              | Team             | Tid     |
| -- | ------------------- | ---------------- | ------- |
| 1  | Tom Boonen          | Quick Step       | 6.15,54 |
| 2  | Filippo Pozzato     | Team Katusha     | + 0,47  |
| 3  | Thor Hushovd        | Cervélo TestTeam | + 1,17  |
| 4  | Leif Hoste          | Silence-Lotto    | s.t.    |
| 5  | Johan van Summeren  | Silence-Lotto    | + 1,22  |
| 6  | Juan Antonio Flecha | Rabobank         | + 2,14  |
| 7  | Heinrich Haussler   | Cervélo TestTeam | + 3,13  |
| 8  | Sylvain Chavanel    | Quick Step       | + 3,15  |
| 9  | Manuel Quinziato    | Liquigas         | + 5,00  |
| 10 | Matti Breschel      | Team Saxo Bank   | + 5,29  |